# Tierra adentro (programa de televisión)
Tierra adentro fue un programa de televisión chileno, conducido por el periodista Paul Landon Pugh, que mostraba lugares, culturas, tradiciones y gente de diversos puntos del país. 
Ha sido emitido por diversos canales de televisión; entre el 29 de septiembre de 1991 y enero de 2004 por Televisión Nacional de Chile, entre el 14 de marzo de ese año y marzo de 2009 por Canal 13, y entre julio de ese año y mayo de 2015 por Mega.
En la actualidad el equipo que producía el programa emite sus contenidos en Internet. También son retransmitidos episodios antiguos en el canal de cable 13C.

## Premios
Entre los diversos premios y reconocimientos que este programa ha recibido por su aporte cultural, destacan reconocimientos de diversas instituciones como:[cita requerida]
- TV-Grama (1994, 1998 y 2001)
- DIBAM (1998)
- Premio APES (1998)
- CONAF (1999)
- CORFO (1999)